# Csutorás Mihály
Csutorás Mihály, Csutorás Mihály Gyula János (Budapest, 1912. március 7. – Budapest, 1956. április 7.) olimpiai válogatott labdarúgó, csatár, balszélső.

## Családja
Szülei Csutorás Mihály és Petyus Zsuzsanna. Felesége Rigó Regina volt, akivel 1933. november 12-én kötött házasságot Budapesten,az Erzsébetvárosban.
Két fia született, Mihály (1935 - 2008) és ...(1956-ban disszidált, nincs hír róla). Unokái Csutorás Éva (1959-), Csutorás Anna (1964-).

## Pályafutása

### A válogatottban
1936-ban egy alkalommal szerepelt az olimpiai válogatottban a berlini olimpián.

## Statisztika

### Mérkőzése az olimpiai válogatottban
| Magyarország | Magyarország       | Magyarország              | Magyarország  | Magyarország | Magyarország | Magyarország          | Magyarország | Magyarország |
| #            | Dátum              | Helyszín                  | Hazai         | Eredmény     | Vendég       | Kiírás                | Gólok        | Esemény      |
| ------------ | ------------------ | ------------------------- | ------------- | ------------ | ------------ | --------------------- | ------------ | ------------ |
|              | 1936. augusztus 5. | Berlin, Poststadion (GER) | Lengyelország | 3 – 0        | Magyarország | olimpia, első forduló | -            |              |
|              | Összesen           |                           |               | 0            | mérkőzés     |                       | 0            | gól          |